# レオナルド・フランカ・ノゲイラ
レオナルド・フランカ・ノゲイラ（Leonard Franca Nogueira、1984年7月4日 - ）は、ブラジルの男性総合格闘家。リオデジャネイロ州リオデジャネイロ出身。"ペケーニョ"ノゲイラファイトチーム/クルーベ・ダ・ルタ所属。レオナルド・ノゲイラとも表記される。
総合格闘家のアレッシャンドリ・フランカ・ノゲイラは実兄。

## 来歴
2006年5月3日、HERO'Sミドル級（-70kg）世界最強王者決定トーナメント1回戦でアイヴァン・メンジバーと対戦予定であったが、肩の負傷により欠場となった。
2007年8月12日、ZST主催のグラップリング大会「SWAT!-GX1」で初来日し、小島一朗と対戦。ギロチンチョークで一本勝ち。
2007年9月24日、Giグラップリング2007トーナメントに出場。リザーブマッチで村田卓実に勝利すると、1回戦を勝ち抜いた田中達憲が負傷したため代わりに準決勝でクリスチアーノ上西と対戦するも、ポイント負け。

## 人物
- 右腕にカタカナで「レオ」と刺青を彫っている。

## 戦績

### プロ総合格闘技
| 総合格闘技 戦績 | 総合格闘技 戦績 | 総合格闘技 戦績 | 総合格闘技 戦績 | 総合格闘技 戦績 | 総合格闘技 戦績 | 総合格闘技 戦績 |
| --------------- | --------------- | --------------- | --------------- | --------------- | --------------- | --------------- |
| 6 試合          | (T)KO           | 一本            | 判定            | その他          | 引き分け        | 無効試合        |
| 2 勝            | 1               | 1               | 0               | 0               | 0               | 0               |
| 4 敗            | 2               | 1               | 1               | 0               | 0               | 0               |

| 勝敗 | 対戦相手                       | 試合結果                        | 大会名                | 開催年月日    |
| ×    | ハクラン・ディアス             | 2R 0:55 ギブアップ              | Juiz de Fora: Fight 4 | 2007年4月14日 |
| ×    | クラウジオノール・フォンチネリ | 1R 0:20 TKO（負傷）             | Showfight 4           | 2006年4月6日  |
| ×    | イヴァン・イベリコ             | 1R 0:39 KO（パンチ連打）        | Grand Champion 1      | 2006年2月25日 |
| ×    | アロイージオ・バロス           | 5分3R終了 判定                  | Shooto Brazil 9       | 2005年12月3日 |
| ○    | マルセロ・テイシェイラ         | 2R 3:22 TKO（ドクターストップ） | Arena: BH Combat      | 2005年6月4日  |
| ○    | セザール・アウグスト           | 1R 0:24 フロントチョーク        | Juiz de Fora: Fight 2 | 2005年4月16日 |

### アマチュア総合格闘技
| 勝敗 | 対戦相手     | 試合結果            | 大会名        | 開催年月日    |
| ○    | ヴェリントン | 1R フロントチョーク | Shooto Brazil | 2003年7月12日 |

### グラップリング
| 勝敗 | 対戦相手           | 試合結果                 | 大会名                                                                 | 開催年月日    |
| ×    | クリスチアーノ上西 | 7分終了 ポイント0-11     | Giグラップリング2007 JAPAN OPEN TOURNAMENT 【無差別級 準決勝】         | 2007年9月24日 |
| ○    | 村田卓実           | 7分終了 ポイント13-0     | Giグラップリング2007 JAPAN OPEN TOURNAMENT 【無差別級 リザーブマッチ】 | 2007年9月24日 |
| ○    | 小島一朗           | 1R 2:41 フロントチョーク | ZST「SWAT!-GX1」                                                       | 2007年8月12日 |